# Claudio Pioli
Claudio Pioli (Torino, 2 aprile 1946 – Roma, 17 aprile 2017) è stato un politico italiano.

## Biografia
Si laurea in Scienze Economiche e Commerciali nel 1971, e si dedica all'attività di ricerca presso la facoltà di Economia e Commercio dell'Università degli Studi di Torino, con la carica di assistente incaricato di diritto commerciale. In seguito collabora ad alcune pubblicazioni in campo giuridico.
Successivamente si iscrive alla Facoltà di Scienze Politiche dell'Università degli Studi di Torino, ramo economico politico, ove si laurea nel 1983. Nel frattempo ottiene l'abilitazione all'esercizio dell'attività di dottore commercialista. Nel 1984 ottiene l'abilitazione all'insegnamento di materie economico-aziendali negli istituti della scuola superiore.
Partecipa a trasmissioni televisive e radiofoniche, occupandosi di temi legati al federalismo regionale, di cui sostiene la validità economico-politica.
Viene eletto deputato nel 1992, per le circoscrizioni di Torino, Novara e Vercelli (XI Legislatura). Entra a far parte della commissione Finanze e della commissione per la Riforma Tributaria della Camera dei Deputati. Nel febbraio 1993 lascia il gruppo parlamentare leghista per iscriversi al gruppo misto della Camera, ritenendo che il partito con cui venne eletto abbia dimenticato il liberismo economico 
Lascia l'Italia nel 1995 per trasferirsi in Costa Azzurra, dove è deceduto il 17 aprile 2017 all'età di 71 anni.